# Исторические песни
Исторические песни (ста́рины) — характерные для русского фольклора песни, повествующие о реальном или вымышленном историческом лице или событии. Записано не менее 600 сюжетов исторических песен (как эпических, так и лиро-эпических), многие из которых восходят к XVI—XVIII вв.
Наиболее ранние песни сохранили воспоминания о борьбе с татарами («Авдотья Рязаночка», «Татарский полон», «Щелкан Дудентьевич») и древние ладовые особенности. Значительные массивы исторических песен посвящены борьбе Ивана Грозного с врагами, событиям Смутного времени, восстанию Степана Разина, войнам петровского времени.
Для исторических песен характерно построение в виде монолога или диалога. Значительная их часть написана акцентным стихом (как правило, двухударным). Сказители на севере России исполняли их в манере былин, в средней полосе — хором «в смешанном аккордово-полифоническом складе». Со времени Петра I исторические песни получили распространение в солдатской среде, где исполнялись на ритм маршей духовых оркестров и виватных кантов.
Большим разнообразием отличаются исторические песни в казачьем фольклоре. Ритм марша характерен для славильных и других походных песен, которые исполняются мужчинами. В домашнем кругу, с участием женщин и использованием сложных подголосков исполняются «беседные» песни — форма, переходная от песен исторических к протяжным. Сатирические песни на исторические сюжеты близки скоморошинам.
Первая публикация исторических песен с напевами — издание сборника Кирши Данилова, осуществлённое в 1818 году К. Калайдовичем. Под исторические песни стилизованы некоторые из «дум» декабриста К. Рылеева. Песни средней России собирали и публиковали М. А. Стахович (1855) и Н. А. Римский-Корсаков. Северные песни, записанные М. А. Балакиревым, опубликованы им в 1866 г. 

## Издания
- В. Ф. Миллер. Исторические песни русского народа XVI и XVII в. Изд. Ак. Наук. — Петроград, 1915.
- Лозанова А. Н. Песни и сказания о Разине и Пугачеве. — М.—Л., 1935.
- Исторические песни. — Л. : Советский писатель, 1956
- Исторические песни XVIII в. / Изд. подгот. О. Б. Алексеева и Л. И. Емельянов. — Л., 1971.
- Исторические песни / Под ред. С. Н. Азбелева. — М.: Русская книга, 2001. — 526 с. — (Библиотека русского фольклора).